# Mihai Anghel
Mihai Anghel este un om de afaceri din România.
În 1999 a cumpărat de la stat Cerealcom Dolj, unul dintre cele 40 de Cerealcom-uri.
După achiziția Cerealcom, în 2001 și 2002, alte două firme au intrat în portofoliul grupului din Dolj, după ce Anghel a cumpărat, tot de la stat, două IAS-uri (întreprindere agricolă de stat) de la Redea și Segarcea, care ulterior s-au transformat în Redias Redea și Cervina Segarcea.
În prezent (octombrie 2009) Cerealcom Dolj este cea mai mare firmă din grupul lui Anghel și comercializează anual 400.000 de tone de cereale.
Mihai Anghel mai deține companiile Oltyre Craiova (cultivarea cerealelor și a plantelor oleaginoase), Cervina Segarcea (cultivarea cerealelor și a plantelor leguminoase), Redias Redea (cultivarea cerealelor și a plantelor leguminoase).
Cerealcom Dolj administrează 25.000 hectare de teren agricol, în județele Dolj și Olt, deținând și o rețea de silozuri.
Mihai Anghel se numără printre primii agricultori din România, după Culiță Tărâță, care are în arendă 58.000 hectare de teren arabil în Insula Mare a Brăilei, Ioan Niculae, patronul InterAgro, cu aproximativ 50.000 de hectare, Adrian Porumboiu, cu circa 40.000 hectare de teren agricol, și Jihad El-Khali (Agro Chirnogi, din județul Călărași), care lucrează 30.000 de hectare.